# レイジング・ブル
『レイジング・ブル』（Raging Bull）は、1980年のアメリカ合衆国の伝記映画。監督はマーティン・スコセッシ、出演はロバート・デ・ニーロとキャシー・モリアーティなど。
実在のプロボクサー、ジェイク・ラモッタの自伝を元にポール・シュレイダーとマーディク・マーディンが脚本を担当した。第6回ロサンゼルス映画批評家協会賞作品賞獲得作品。また、1990年に米国連邦議会図書館がアメリカ国立フィルム登録簿に新規登録した作品の中の1本である。
主演のデ・ニーロは、ミドル級チャンピオンまで上り詰めた鍛え上げられた肉体と、引退後の肥満体型を表現するために体重を27kg増量。徹底した拘りから生まれた造語、「デ・ニーロ・アプローチ」の完成形とも言える役作りを敢行し、第53回アカデミー主演男優賞を初めアメリカ国内の映画賞を多数獲得した。
タイトルは「怒れる雄牛」の意味で、このニックネームで呼ばれたジェイク・ラモッタのことを指す。

## ストーリー
1964年、ジェイク・ラモッタはクラブのコメディアンだが、かつてはボクシングミドル級チャンピオンだった。
1941年、デビュー以来無敗を誇っていたジェイクは初めての屈辱を味わうこととなる。7回のダウンを奪ったにもかかわらず、相手に有利な判定で敗れたのだ。怒りの収まらない彼は妻や弟でマネージャーのジョーイに当たり散らす。だが、そんなすさんだ心も市営プールで、まだ15歳のブロンドの少女･ビッキーと出会うことで癒される。2人はジェイクに妻子がいるのもお構いなしに交際を始める。
1943年、ジェイクは当時無敵とされていたシュガー・レイ・ロビンソンを破るまでの戦績を挙げた。だが、すぐに行われたリターン･マッチではまたしても不利な判定に屈する。そこに取り入ってきたのが八百長試合を仕組む組織の大物・トミーであった。長らく彼の誘いを拒み続けていたジェイクであったが、タイトルマッチの誘惑に負け、承諾してしまう。格下の相手に負けねばならない屈辱を味わったが、その見返りで彼は念願のチャンピオンへの挑戦が認められる。
1949年、このタイトルマッチにおいて、ジェイクは見事にマルセル・セルダンをTKOし、チャンピオンベルトを手にした。しかしその裏で、ジェイクの病癖－ビッキーへの強い猜疑心が彼を破滅へ導いていたのであった。

## キャスト
- ジェイク・ラモッタ: ロバート・デ・ニーロ
- ビッキー・セイラー（英語版）: キャシー・モリアーティ - ジェイクの2番目の妻。
- ジョーイ・ラモッタ（英語版）: ジョー・ペシ - ジェイクの弟。
- レノーラ・ラモッタ: テレサ・サルダナ - ジョーイの2番目の妻。
- サルヴァトーレ“サルヴィー・バッツ”: フランク・ヴィンセント
- ジョー・ルイス: コリー・ウォレス

## スタッフ
- 監督：マーティン・スコセッシ
- 製作：アーウィン・ウィンクラー、ロバート・チャートフ
- 原作：ジェイク・ラモッタ
- 脚本：ポール・シュレイダー、マーディク・マーティン（英語版）
- 撮影：マイケル・チャップマン
- 編集：セルマ・スクーンメイカー、マーク・ワーナー（編集補佐）
- 音楽：レス・ラザロビッツ（英語版）
- プロダクション・アシスタント：レイチェル・ティコティン
- プロダクション代理人：マイケル・E・ウスラン

## テーマ曲
マスカーニ作曲：カヴァレリア・ルスティカーナ間奏曲（アルトゥーロ・バジーレ指揮／Orchestra of Bologna Municop Thetra）（RCA）

## 作品の評価

### 映画批評家によるレビュー
Rotten Tomatoesによれば、批評家の一致した見解は「マーティン・スコセッシとロバート・デ・ニーロの最高傑作と言っても過言ではない『レイジング・ブル』は観ていて辛いシーンが多いが、非情なヒーローを描いた情熱的で力強い作品である。」であり、74件の評論のうち高評価は93%にあたる69件で、平均点は10点満点中8.86点となっている。
Metacriticによれば、27件の評論のうち、高評価は25件、賛否混在は1件、低評価は1件で、平均点は100点満点中89点となっている。

### 受賞歴
| 映画賞                             | 部門                    | 対象者                                                                                  | 結果       |
| ---------------------------------- | ----------------------- | --------------------------------------------------------------------------------------- | ---------- |
| 第53回アカデミー賞                 | 作品賞                  |                                                                                         | ノミネート |
| 第53回アカデミー賞                 | 監督賞                  | マーティン・スコセッシ                                                                  | ノミネート |
| 第53回アカデミー賞                 | 主演男優賞              | ロバート・デ・ニーロ                                                                    | 受賞       |
| 第53回アカデミー賞                 | 助演男優賞              | ジョー・ペシ                                                                            | ノミネート |
| 第53回アカデミー賞                 | 助演女優賞              | キャシー・モリアーティ                                                                  | ノミネート |
| 第53回アカデミー賞                 | 編集賞                  | セルマ・スクーンメイカー                                                                | 受賞       |
| 第53回アカデミー賞                 | 撮影賞                  | マイケル・チャップマン                                                                  | ノミネート |
| 第53回アカデミー賞                 | 音響賞                  | ドナルド・O・ミッチェル ビル・ニコルソン デヴィッド・J・キンボール レス・ラザロウィッツ | ノミネート |
| 第46回ニューヨーク映画批評家協会賞 | 作品賞                  |                                                                                         | 次点       |
| 第46回ニューヨーク映画批評家協会賞 | 監督賞                  | マーティン・スコセッシ                                                                  | 次点       |
| 第46回ニューヨーク映画批評家協会賞 | 男優賞                  | ロバート・デ・ニーロ                                                                    | 受賞       |
| 第46回ニューヨーク映画批評家協会賞 | 助演男優賞              | ジョー・ペシ                                                                            | 受賞       |
| 第38回ゴールデングローブ賞         | 作品賞 (ドラマ部門)     |                                                                                         | ノミネート |
| 第38回ゴールデングローブ賞         | 監督賞                  | マーティン・スコセッシ                                                                  | ノミネート |
| 第38回ゴールデングローブ賞         | 脚本賞                  | マーディク・マーティン ポール・シュレイダー                                             | ノミネート |
| 第38回ゴールデングローブ賞         | 主演男優賞 (ドラマ部門) | ロバート・デ・ニーロ                                                                    | 受賞       |
| 第38回ゴールデングローブ賞         | 助演男優賞              | ジョー・ペシ                                                                            | ノミネート |
| 第38回ゴールデングローブ賞         | 助演女優賞              | キャシー・モリアーティ                                                                  | ノミネート |
| 第38回ゴールデングローブ賞         | 新人スター賞            | キャシー・モリアーティ                                                                  | ノミネート |
| 第35回英国アカデミー賞             | 主演男優賞              | ロバート・デ・ニーロ                                                                    | ノミネート |
| 第35回英国アカデミー賞             | 編集賞                  | セルマ・スクーンメイカー                                                                | 受賞       |
| 第35回英国アカデミー賞             | 新人賞                  | ジョー・ペシ                                                                            | 受賞       |
| 第35回英国アカデミー賞             | 新人賞                  | キャシー・モリアーティ                                                                  | ノミネート |
| 第15回全米映画批評家協会賞         | 作品賞                  |                                                                                         | ノミネート |
| 第15回全米映画批評家協会賞         | 監督賞                  | マーティン・スコセッシ                                                                  | 受賞       |
| 第15回全米映画批評家協会賞         | 主演男優賞              | ロバート・デ・ニーロ                                                                    | ノミネート |
| 第15回全米映画批評家協会賞         | 助演男優賞              | ジョー・ペシ                                                                            | 受賞       |
| 第15回全米映画批評家協会賞         | 助演女優賞              | キャシー・モリアーティ                                                                  | ノミネート |
| 第15回全米映画批評家協会賞         | 撮影賞                  | マイケル・チャップマン                                                                  | 受賞       |
| 第6回ロサンゼルス映画批評家協会賞  | 作品賞                  |                                                                                         | 受賞       |
| 第6回ロサンゼルス映画批評家協会賞  | 男優賞                  | ロバート・デ・ニーロ                                                                    | 受賞       |
| 第6回ロサンゼルス映画批評家協会賞  | 助演男優賞              | ジョー・ペシ                                                                            | 次点       |

## エピソード
- 第53回アカデミー賞(1981年）授賞式はレーガン大統領暗殺未遂事件のため1日延期され、この作品で作品賞・監督賞にノミネートされていたマーティン・スコセッシは、1976年公開映画『タクシー・ドライバー』と事件との関連性が考慮されて、通常以上の警備対応がされていた[7]。

- マーティン・スコセッシとボクシング映画との間にはジンクスが存在する。カンヌ国際映画祭で作品賞に相当するパルム・ドールを受賞した『タクシードライバー』は、第49回アカデミー賞の作品賞最有力候補であった。しかし、1976年の年末に公開された『ロッキー』に賞を譲ってしまった。4年後の本作品では2部門で受賞を果たすも作品賞は受賞できなかった。さらに約四半世紀後の2004年には、同年度のゴールデングローブ賞で作品賞を受賞した『アビエイター』で初のオスカーを狙ったが、またしても『ミリオンダラー・ベイビー』に作品賞と監督賞のダブル受賞を許してしまった。[要出典]

- 映画制作におけるカラーフィルムの褪色問題にも関心を持っていたスコセッシは、当初褪色の心配のないテクニカラーで『ニューヨーク・ニューヨーク』を製作するつもりだったが、その技術が中国に売却されてしまった影響で本作をモノクロ作品にする決意をした。[要出典]ただし、クレジットには、Technicolorと表示されている。

- 血ノリには、モノクロ画面に映えるという理由でハーシーのチョコレート・シロップが使われた。[要出典]